# Tricentrus kotonis
Tricentrus kotonis är en insektsart som beskrevs av Matsumura 1938. Tricentrus kotonis ingår i släktet Tricentrus och familjen hornstritar. Inga underarter finns listade i Catalogue of Life.